# بنك دوبيوك الائتماني
بنك دوبيوك الاتئماني Dubuque Bank & Trust هو بنك مملوك لشركة هارتلاند فاينانشال، وهي شركة بنكية قابضة، ويقع مقره الرئيسي في دوبيوك في ولاية آيوا الأمريكية. ويمتلك البنك 8 فروع، جميعها في ولاية أيوا. وهو سابع أكبر بنك يقع مقره الرئيسي في ولاية أيوا. 